# Ginástica de trampolim nos Jogos Olímpicos de Verão de 2008 - Feminino
A competição feminina da ginástica de trampolim nos Jogos Olímpicos de Verão de 2008 é realizada no Estádio Nacional Indoor de Pequim, entre os dias 16 e 18 de agosto.
A competição é composta de duas fases. Na primeira, cada atleta executa duas rotinas no trampolim, obrigatória e livre. São dadas notas para execução e dificuldade em cada rotina e, somadas, conferem a nota final. A soma das pontuações das duas rotinas determinam a classificação e os oito atletas mais bem classificados avançam para a fase final.
A fase final consiste apenas de uma rotina livre e os resultados obtidos na fase anterior são desconsiderados.

## Calendário
| Agosto              | 6 | 7 | 8 | 9 | 10 | 11 | 12 | 13 | 14 | 15 | 16 | 17 | 18 | 19 | 20 | 21 | 22 | 23 | 24 |
| ------------------- | - | - | - | - | -- | -- | -- | -- | -- | -- | -- | -- | -- | -- | -- | -- | -- | -- | -- |
| Individual feminino |   |   |   |   |    |    |    |    |    |    | Q  |    | F  |    |    |    |    |    |    |

|  | Dia de competição |  | Dia de final |

## Medalhistas
| Ouro   | CHN He Wenna         |
| Prata  | CAN Karen Cockburn   |
| Bronze | UZB Ekaterina Khilko |

## Qualificação
Esses foram os resultados da etapa de qualificação:
| Pos. | Ginasta                 | Obrigatória | Livre | Pen. | Total |
| ---- | ----------------------- | ----------- | ----- | ---- | ----- |
| 1    | CHN He Wenna            | 30,10       | 37,10 |      | 67,20 |
| 2    | RUS Irina Karavaeva     | 29,70       | 36,70 |      | 66,40 |
| 3    | CAN Rosannagh MacLennan | 29,90       | 36,10 |      | 66,00 |
| 4    | CAN Karen Cockburn      | 28,60       | 37,00 |      | 70,70 |
| 5    | GEO Luba Golonvia       | 28,70       | 36,20 |      | 64,90 |
| 6    | UKR Olena Movchan       | 28,10       | 36,70 |      | 64,80 |
| 7    | GER Anna Doganadze      | 29,70       | 34,60 |      | 64,30 |
| 8    | UZB Ekaterina Khilko    | 30,30       | 39,40 |      | 68,70 |
| 9    | BLR Tatsiana Piatrenia  | 28,60       | 35,20 |      | 63,80 |
| 10   | GBR Claire Wright       | 29,10       | 34,00 |      | 63,10 |
| 11   | RUS Natalia Chernova    | 29,00       | 34,00 |      | 63,00 |
| 12   | JPN Haruka Hirota       | 28,50       | 34,10 |      | 62,60 |
| 13   | USA Erin Blanchard      | 27,10       | 33,80 |      | 60,90 |
| 14   | CHN Huang Shanshan      | 30,00       | 29,00 |      | 59,00 |
| 15   | CZE Lenka Popkin        | 25,80       | 31,80 |      | 57,60 |
| 16   | POR Ana Rente           | 27,10       | 4,50  |      | 31,60 |

## Final
Esses foram os resultados da etapa final:
| Pos.              | Ginasta                 | Pen. | Total |
| ----------------- | ----------------------- | ---- | ----- |
| Medalha de ouro   | CHN He Wenna            |      | 37,80 |
| Medalha de prata  | CAN Karen Cockburn      |      | 37,00 |
| Medalha de bronze | UZB Ekaterina Khilko    |      | 36,90 |
| 4                 | UKR Olena Movchan       |      | 36,60 |
| 5                 | RUS Irina Karavaeva     |      | 36,20 |
| 6                 | GEO Luba Golonvia       |      | 36,10 |
| 7                 | CAN Rosannagh MacLennan |      | 35,50 |
| 8                 | GER Anna Doganadze      |      | 18,90 |